# Jalovik Izvor
Jalovik Izvor (em cirílico: Јаловик Извор) é uma vila da Sérvia localizada no município de Knjaževac, pertencente ao distrito de Zaječar, na região de Timočka Krajina. A sua população era de 108 habitantes segundo o censo de 2011.

## Demografia
| 1948 | 1953 | 1961 | 1971 | 1981 | 1991 | 2002 | 2011 |
| ---- | ---- | ---- | ---- | ---- | ---- | ---- | ---- |
| 2151 | 2047 | 1734 | 1282 | 734  | 396  | 238  | 108  |